# Francesco Vivona
Francesco Vivona (Calatafimi, 21 febbraio 1866 – Chieti, 19 luglio 1936) è stato un filologo classico, traduttore e latinista italiano.

## Biografia
La sua traduzione dell'Eneide in endecasillabi sciolti gli diede notorietà internazionale ed è ancora oggi tra quelle più adottate nelle scuole. Fu amico di Eugenio Donadoni, Giuseppe Lombardo Radice, Giovanni Pascoli e Tito Marrone. Dopo diverse vicende, la sua salma venne traslata nella chiesa di San Silvestro Papa della sua città natale, Calatafimi, luogo a cui fu molto legato nella sua adolescenza e che celebrò con svariate poesie.

## Omaggi
- A sua memoria è stato intitolato il Liceo Classico Statale "Francesco Vivona" di Roma, situato nel quartiere EUR in via della Fisica.

## Traduzioni
- Virgilio, L'Eneide in versi italiani, 3 voll., Roma, Ausonia, 1926.
- Seneca, Le lettere a Lucilio, Versione, 5 voll., Milano, Notari, 1933-34.